# Szczebrzeszyn (gemeente)
De gemeente Szczebrzeszyn is een stad- en landgemeente in het Poolse woiwodschap Lublin, in powiat Zamojski.
De zetel van de gemeente is in Szczebrzeszyn.
Op 30 juni 2004 telde de gemeente 12 134 inwoners.

## Oppervlakte gegevens
In 2002 bedroeg de totale oppervlakte van gemeente Szczebrzeszyn 123,16 km², waarvan:
- agrarisch gebied: 71%
- bossen: 21%

De gemeente beslaat 6,58% van de totale oppervlakte van de powiat.

## Demografie
Stand op 30 juni 2004:
| Omschrijving                   | Totaal | Totaal | Vrouwen | Vrouwen | Mannen | Mannen |
| ------------------------------ | ------ | ------ | ------- | ------- | ------ | ------ |
| eenheid                        | aantal | %      | aantal  | %       | aantal | %      |
| inwoners                       | 12 134 | 100    | 6240    | 51,4    | 5894   | 48,6   |
| bevolkingsdichtheid (inw./km²) | 98,5   | 98,5   | 50,7    | 50,7    | 47,9   | 47,9   |

In 2002 bedroeg het gemiddelde inkomen per inwoner 1156,68 zł.

## Administratieve plaatsen (sołectwo)
Bodaczów, Brody Duże, Brody Małe, Kawęczyn, Kawęczynek, Kąty Drugie, Kąty Pierwsze, Lipowiec, Niedzieliska, Niedzieliska-Kolonia, Wielącza, Wielącza-Kolonia, Wielącza Poduchowna.

## Overige plaatsen
Alwa, Borek, Brody Stare, Chałupki, Chmielnik, Czarny Wygon, Domki, Doroszewszczyzna, Dwór, Góra, Kępa, Komasacja, Marynówka, Młyn Kawęczyński, Pastwiska, Piasek, Podborek, Popławy, Przymiarki, Sady, Stara Wieś, Szelechy, Szlakówka, Środek, Wólka, Wymysłówka, Zagóra, Żory.

## Aangrenzende gemeenten
Nielisz, Radecznica, Sułów, Zamość, Zwierzyniec